# Surfer Girl (chanson)
Cet article concerne la chanson des Beach Boys. Pour l'album du même nom, voir Surfer Girl.
Singles de The Beach Boys
Surfin' U.S.A.
(1963) Be True to Your School
/ In My Room
(1963)
Surfer Girl est le titre d'une chanson des The Beach Boys composée par Brian Wilson. Elle sort comme 45 tours le 22 juillet 1963 puis sur un album éponyme le 23 septembre 1963.